# Hell's Kitchen България
Hell's Kitchen България („Кухнята на Ада“) е кулинарно риалити състезание за професионални готвачи по британската продукция. Българската версия стартира на 27 февруари 2018 г. по Нова телевизия. Водещ е шеф Виктор Ангелов. От шести сезон започва подкастът на предаването „Кухнята след Ада“, а водещ е Станислав Иванов (участник и победител в сезон 5).
Hell's Kitchen е формат на ITV Studios, който се излъчва в 19 държави по целия свят, с над 50 сезона и повече от 700 участници. Номинирано е три пъти за наградата „Еми“.

## Формат
От първи до четвърти сезон участниците са професионални готвачи, разделени на два отбора – мъже (син отбор) и жени (червен отбор). От пети сезон отборите са три, като към тях се прибавя и звезден отбор (златен отбор). Един от обикновените два отбора се състезават в предизвикателство със звездния отбор. Ако звездния отбор спечели, от нормалния отбор се номинират два участника.

## Сезони и излъчване
| Сезон | ТВ канал | Година | Брой еп. | Схема на излъчване                                      | Водещ          | Брой участници | Старт       | Финал  | Победител         | Звезден победител   | Награда                                             |
| ----- | -------- | ------ | -------- | ------------------------------------------------------- | -------------- | -------------- | ----------- | ------ | ----------------- | ------------------- | --------------------------------------------------- |
| 1     | NOVA     | 2018   | 39       | вторник – четвъртък, 21:00 – 22:00                      | Виктор Ангелов | 18             | 27 февруари | 24 май | Дани Спартак      |                     | 100 000 лв. и договор в ресторант на Виктор Ангелов |
| 2     | NOVA     | 2019   | 39       | вторник – четвъртък, 21:00 – 22:00                      | Виктор Ангелов | 18             | 26 февруари | 30 май | Веселина Чилева   |                     | 100 000 лв. и договор в ресторант на Виктор Ангелов |
| 3     | NOVA     | 2020   | 39       | вторник – четвъртък, 21:00 – 22:00                      | Виктор Ангелов | 19             | 25 февруари | 21 май | Реджеп Бадев      |                     | 100 000 лв. и договор в ресторант на Виктор Ангелов |
| 4     | NOVA     | 2022   | 39       | петък, 21:00 – 22:30; събота и неделя, 20:00 – 21:30    | Виктор Ангелов | 18             | 25 февруари | 22 май | Валентина Вълкова |                     | 100 000 лв. и договор в ресторант на Виктор Ангелов |
| 5     | NOVA     | 2023   | 26       | понеделник и вторник, 20:00 – 23:00                     | Виктор Ангелов | 30             | 20 февруари | 16 май | Станислав Иванов  | Виктория Капитонова | 100 000 лв. и договор в ресторант на Виктор Ангелов |
| 6     | NOVA     | 2024   | 39       | вторник – четвъртък, 20:00 – 22:00                      | Виктор Ангелов | 34             | 20 февруари | 16 май | Лъчезар Чоткин    | Александра Гърдева  | 100 000 лв. и договор в ресторант на Виктор Ангелов |
| 7     | NOVA     | 2025   | 39       | (понеделник – сряда) вторник – четвъртък, 20:00 – 22:00 | Виктор Ангелов | 34             | 10 февруари | 14 май | Мартин Методиев   | Златка Димитрова    | 100 000 лв. и договор в ресторант на Виктор Ангелов |
| 8     | NOVA     | 2026   |          |                                                         | Виктор Ангелов |                |             |        |                   |                     | 100 000 лв. и договор в ресторант на Виктор Ангелов |

Шеф Ангелов е водещ на състезанието в България. Завършил е Училището по туризъм и ресторант като професионален готвач през 1991 г., а е шеф готвач повече от тридесет години. От петнадесет години е собственик на свой ресторант. Седем години е работил в Германия, България и Албания в хотелската верига Sheraton. Той е първият българин, достигнал до позиция главен готвач в 5-звезден хотел от веригата. 

### Су-шефове
| Милена Димова   |
| Любен Койчев    |
| Веселина Чилева |
| Дани Спартак    |
| Светлана Илиева |
| Никола Симеонов |

## Първи сезон

### Участници
Финално класиране:
- 1. Дани Спартак (30)[2] (Победител)
- 2. Филип Спасов (29)[3]
- 3. Светлана Илиева (24)[4]
- 4. Нина Малакова (45)[5]
- 5. Мартин Трухчев (28)[6]
- 6. Марко Георгиев (27)[7]
- 7. Гичка Красимирова (32)[8]
- 8. Иван Петков (29)[9]
- 9. Светлана Йонева (24)[10]
- 10. Габриела Станимирова (26)[11]
- 11. Божидар Делчев (23)[12]
- 12. Мариела Стефанова (37)[13]
- 13. Станимир Калинов (27)[14]
- 14. Силвия Чавдарова (34)[15]
- 15. Ерикназ Капанцян (50)[16]
- 16. Красимира Костова (36)[17]
- 17. Иван Хрисимиров (26)[18]
- 18. Тодор Иванов (46)[19]

## Втори сезон

### Участници
Финално класиране:
- 1. Веселина Чилева (29) (Победител)
- 2. Никола Симеонов (28)
- 3. Николай Тихомиров (33)
- 4. Веселин Георгиев (32)
- 5. Светлана Радева (36)
- 6. Ралица Николаева (31)
- 7. Цветелин Цоков (24)
- 8. Петко Петков (28)
- 9. Татяна Георгиева (44)
- 10. Варта Торосян (34)
- 11. Николай Димитров (28)
- 12. Лариса Тодорова (54)
- 13. Веселина Стоянова (24)
- 14. Светлозар Искренов (29)
- 15. Хани Мохамед (46)
- 16. Петя Красимирова (36)
- 17. Невена Василева (33)
- 18. Даниел Дупинов (35)[20]

## Трети сезон

### Участници
Финално класиране:
- 1. Реджеп Бадев (30) (Победител)
- 2. Атанас Балкански (26)
- 3. Цветомир Тодоров (26)
- 4. Галя Маринова (29)
- 5. Недялка Христова (43)
- 6. Георги Велчев (31)
- 7. Гергана Петрова (30)
- 8. Михаела Кокинова (24)
- 9. Ивайло Иванов (32)
- 10. Соня Янкова (33)
- 11. Лука Михов (39)
- 12. Полина Спасова (40)
- 13. Теодор Ганев (29)
- 14. Михаил Йорданов (24)
- 15. Михаил Калъпчийски (26)
- 16. Румяна Димитрова (34)
- 17. Димитър Иванов (26)
- 18. Атанаска Димова (58)
- 19. Маргарита Филипова (62)

## Четвърти сезон
На 25 ноември 2021 година започва кастинга за сезон 4 на Hell's Kitchen България. Водещ на предаването отново е шеф Виктор Ангелов. Първият епизод на четвърти сезон е излъчен на 25 февруари 2022 година.

### Участници
Финално класиране:
- 1. Валентина Вълкова (37) (Победител)
- 2. Виктория Зайкова (30)
- 3. Николай Ангелов (29)
- 4. Камен Костадинов (29)
- 5. Елена Гърчева (32)
- 6. Мариела Чобанова (29)
- 7. Андреа Аксе (31)
- 8. Денислав Делчев (32)
- 9. Янита Делчева (32)
- 10. Артур Ашрафян (33)
- 11. Анелия Атанасова (28)
- 12. Мартин Николов (30)
- 13. Калоян Димитров (23)
- 14. Деница Иванова (38)
- 15. Иван Иванов (37)
- 16. Емил Стойков (31)
- 17. Юра Гривова (59)
- 18. Димитър Керемедчиев (25)

## Пети сезон

### Участници
Финално класиране:
- 1. Станислав Иванов (29) (Победител)
- 2. Виолета Стоянова (28)
- 3. Кристиан Калев (31)
- 4. Васил Кацаров (42)
- 5. Асен Маджаров (43)
- 6. Цветомира Стоянова (18)
- 7. Наталия Ганчева (36)
- 8. Цанко Цаков (33)
- 9. Виктор Ковачев (32)
- 10. Людмил Мацоев (26)
- 11. Мартин Бухов (30)
- 12. Иван Димитров (40)
- 13. Венелин Цветков (25)
- 14. Клавдия Ангелова (63)
- 15. Вероника Срацимирова (30)
- 16. Павлин Калъчев (29)
- 17. Теодор Бакалов (36)
- 18. Соня Панова (48)
- 19. Марина Генова (45)
- 20. Богомил Рангелов (27)
- 21. Виктория Андреева (19)
- 22. Ива Петкова (46)

### Звезден отбор
Финално класиране:
- 1. Виктория Капитонова (инфлуенсър) (Победител)
- 2. Мирослава Профирова (участник в „Игри на волята“ 4)
- 3. Емануел Июджи (културист, готвач)
- 4. Къци Вапцаров (ТВ водещ)
- 5. Роксана (попфолк певица)
- 6. Деси Цонева (журналистка)
- 7. Камелия Воче (ТВ водеща, поп певица)
- 8. Десислава Банова-Плевнелиева (ТВ водеща)

## Шести сезон

### Участници
Финално класиране:
- 1. Лъчезар Чоткин (31) (Победител)
- 2. Станислав Димитров (24)
- 3. Димитър Красенов (32)
- 4. Иван Сарамандов (26)
- 5. Никол Росенова (32)
- 6. Михаела Tичкова (33)
- 7. Царина Цанева (29)
- 8. Симона Манолова (20)
- 9. Славейко Славейков (32)
- 10. Стефани Младенова (30)
- 11. Георги Божков (32)
- 12. Галин Нинов (31)
- 13. Галя Чимидова (47)
- 14. Галин Иванов (35)
- 15. Кирил Митов (26)
- 16. Керан Костадинов (22)
- 17. Полина Алатинова (33)
- 18. Светла Личканова (46)
- 19. Лидия Мандалски (40)
- 20. Камелия Маджарова (21)
- 21. Иван Стратиев (23)
- 22. Владимира Влахова (27)
- 23. Магдалена Динкова (44)
- 24. Пламен Скалийски (40)
- 25. Николай Тодоров (19)

### Звезден отбор
Финално класиране:
- 1. Александра Гърдева (хипнотерапевт, инфлуенсър) (Победител)
- 2. Бони (попфолк певица)
- 3. Пеньо Гатевски – Гатьо (участник в „Игри на волята“ 5)
- 4. Изабел Овчарова - Изи (влогър, писател)
- 5. Тома Здравков (рок певец)
- 6. Китодар Тодоров (актьор)
- 7. Коцето Калки (поп певец, стоматолог, актьор)
- 8. Наталия Кобилкина (сексолог)
- 9. Радка Булман (готвач)

## Седми сезон

### Участници
Финално класиране:
- 1. Мартин Методиев (34) (Победител)
- 2. Ивайло Попов (30)
- 3. Тоби Димова (29)
- 4. Тоника Гайтанска (32)
- 5. Николай Грозев (54)
- 6. Виктория Николова (25)
- 7. Едуард Николов (27)
- 8. Радослав Владов (34)
- 9. Марина Даскалова (21)
- 10. Мартин Шкодров (24)
- 11. Яница Владова (27)
- 12. Патрицио Бордигони (30)
- 13. Цветомир Добрев (19)
- 14. Радослав Илиев (28)
- 15. Лидия Петкова (54)
- 16. Елизабет Събева (29)
- 17. Христо Мирчев ()
- 18. Теодора Вънова (27)
- 19. Радослав Железчев (36)
- 20. Кристофър Вълков (28)
- 21. Петя Точева (33)
- 22. Надя Колева (33)
- 23. Ивелина Иванова (31)
- 24. Янко Миланов (41)
- 25. Валери Бояджийски (39)

### Звезден отбор
Финално класиране:
- 1. Златка Димитрова (модел) (Победител)
- 2. Даниел Пеев – Дънди (актьор)
- 3. Миглена Каканашева – Мегз (дизайнер)
- 4. Петя Буюклиева (естрадна певица)
- 5. Джулиана Гани (модел, инфлуенсър)
- 6. Даниел Бачорски (предприемач, инфлуенсър)
- 7. Иво Аръков (актьор)
- 8. Светлана Василева (модел)
- 9. Филип Лазаров (влогър, автомобилен експерт)